# 1969年フランスグランプリ
1969年フランスグランプリ (1969 French Grand Prix) は、1969年のF1世界選手権第5戦として、1969年7月6日にシャレード・サーキットで開催された。
わずか13台の参加にとどまったレースは38周で行われ、マトラのジャッキー・スチュワートがポール・トゥ・ウィンで優勝し、チームメイトのジャン＝ピエール・ベルトワーズが2位、ブラバムのジャッキー・イクスが3位となった。

## 背景
クレルモン＝フェランでのフランスGP開催は1965年以来4年ぶりで、その間はランス、ル・マン、ルーアンで開催された。

## エントリー
BRMは前戦オランダGPでのP139の悲惨なデビューに続き、チーフエンジニアのトニー・ラッドが更迭され、本レースを欠場した。ジャック・ブラバムは本レース直前の6月30日、シルバーストン・サーキットでテスト中に足首を骨折する事故を起こしたため欠場を余儀なくされた。ロータスは、エンジニア兼ドライバーのジョン・マイルズに四輪駆動車の63を用意した。
BRMの欠場により、フォード・コスワース・DFVエンジンを搭載しないマシンはフェラーリ1台のみとなり、さらにブラバムの欠場もあって参加台数はわずか13台にとどまった。

### エントリーリスト
| チーム                                                      | No. | ドライバー                     | コンストラクター | シャシー | エンジン                         | タイヤ |
| ----------------------------------------------------------- | --- | ------------------------------ | ---------------- | -------- | -------------------------------- | ------ |
| ゴールドリーフ・チーム・ロータス                            | 1   | グラハム・ヒル                 | ロータス         | 49B      | フォード・コスワース DFV 3.0L V8 | F      |
| ゴールドリーフ・チーム・ロータス                            | 14  | ジョン・マイルズ               | ロータス         | 63       | フォード・コスワース DFV 3.0L V8 | F      |
| ゴールドリーフ・チーム・ロータス                            | 15  | ヨッヘン・リント               | ロータス         | 49B      | フォード・コスワース DFV 3.0L V8 | F      |
| マトラ・インターナショナル                                  | 2   | ジャッキー・スチュワート       | マトラ           | MS80     | フォード・コスワース DFV 3.0L V8 | D      |
| マトラ・インターナショナル                                  | 7   | ジャン＝ピエール・ベルトワーズ | マトラ           | MS80     | フォード・コスワース DFV 3.0L V8 | D      |
| ロブ・ウォーカー/ジャック・ダーラッシャー・レーシングチーム | 3   | ジョー・シフェール             | ロータス         | 49B      | フォード・コスワース DFV 3.0L V8 | F      |
| ブルース・マクラーレン・モーターレーシング                  | 4   | デニス・ハルム                 | マクラーレン     | M7A      | フォード・コスワース DFV 3.0L V8 | G      |
| ブルース・マクラーレン・モーターレーシング                  | 5   | ブルース・マクラーレン         | マクラーレン     | M7C      | フォード・コスワース DFV 3.0L V8 | G      |
| スクーデリア・フェラーリ SpA SEFAC                          | 6   | クリス・エイモン               | フェラーリ       | 312/69   | フェラーリ 255C 3.0L V12         | F      |
| モーターレーシング・ディベロップメンツ・リミテッド          | 8   | ジャック・ブラバム 1           | ブラバム         | BT26A    | フォード・コスワース DFV 3.0L V8 | G      |
| モーターレーシング・ディベロップメンツ・リミテッド          | 11  | ジャッキー・イクス             | ブラバム         | BT26A    | フォード・コスワース DFV 3.0L V8 | G      |
| フランク・ウィリアムズ・レーシングカーズ                    | 9   | ピアス・カレッジ               | ブラバム         | BT26A    | フォード・コスワース DFV 3.0L V8 | D      |
| アンティーク・オートモビルズ                                | 10  | ビック・エルフォード           | マクラーレン     | M7B      | フォード・コスワース DFV 3.0L V8 | G      |
| シルビオ・モーザー・レーシングチーム                        | 12  | シルビオ・モーザー             | ブラバム         | BT24     | フォード・コスワース DFV 3.0L V8 | G      |
| ソース:                                                     |     |                                |                  |          |                                  |        |

追記
- ^1 - ブラバムは負傷のため欠場[6]

## 予選
マトラのジャッキー・スチュワートが2番手のデニス・ハルム（マクラーレン）に2秒近い差を付けてポールポジションを獲得した。スチュワートとハルムがフロントローを獲得し、ヨッヘン・リント（ロータス）とジャッキー・イクス（ブラバム）が2列目、母国グランプリのジャン＝ピエール・ベルトワーズ（マトラ）と唯一の非DFV搭載車を駆るクリス・エイモン（フェラーリ）が3列目を占めた。前年度王者のグラハム・ヒルは8番手に終わり、7番手のブルース・マクラーレンとともに4列目に甘んじた。

### 予選結果
| 順位    | No. | ドライバー                     | コンストラクター      | タイム | 差    | グリッド |
| ------- | --- | ------------------------------ | --------------------- | ------ | ----- | -------- |
| 1       | 2   | ジャッキー・スチュワート       | マトラ-フォード       | 3:00.6 | -     | 1        |
| 2       | 4   | デニス・ハルム                 | マクラーレン-フォード | 3:02.4 | +1.8  | 2        |
| 3       | 15  | ヨッヘン・リント               | ロータス-フォード     | 3:02.5 | +1.9  | 3        |
| 4       | 11  | ジャッキー・イクス             | ブラバム-フォード     | 3:02.6 | +2.0  | 4        |
| 5       | 7   | ジャン＝ピエール・ベルトワーズ | マトラ-フォード       | 3:02.9 | +2.3  | 5        |
| 6       | 6   | クリス・エイモン               | フェラーリ            | 3:04.2 | +3.6  | 6        |
| 7       | 5   | ブルース・マクラーレン         | マクラーレン-フォード | 3:05.5 | +4.9  | 7        |
| 8       | 1   | グラハム・ヒル                 | ロータス-フォード     | 3:05.9 | +5.3  | 8        |
| 9       | 3   | ジョー・シフェール             | ロータス-フォード     | 3:06.3 | +5.7  | 9        |
| 10      | 10  | ビック・エルフォード           | マクラーレン-フォード | 3:08.3 | +7.7  | 10       |
| 11      | 9   | ピアス・カレッジ               | ブラバム-フォード     | 3:09.9 | +9.3  | 11       |
| 12      | 14  | ジョン・マイルズ               | ロータス-フォード     | 3:12.8 | +12.2 | 12       |
| 13      | 12  | シルビオ・モーザー             | ブラバム-フォード     | 3:14.6 | +14.0 | 13       |
| ソース: |     |                                |                       |        |       |          |

## 決勝
ジャッキー・スチュワートが終始トップを走り、今季4勝目を挙げた。また、ファステストラップも記録し、自身初のグランドスラムも達成した。デニス・ハルムはスチュワートを追ったが、13周目にフロントロールバーが壊れてピットインしなければならなかった。これでジャッキー・イクスが2位に浮上したが、レースの大部分でジャン＝ピエール・ベルトワーズからのプレッシャーにさらされた。イクスが最終ラップでミスを犯し、2台目のマトラを駆るベルトワーズが2位に浮上し、地元フランスの観客の前でマトラが初の1-2フィニッシュを達成した。
スペインGPの事故から復帰後も体調が不完全であったヨッヘン・リントは4位を走行していたが、曲がりくねったコースにより体調不良を引き起こし、同様の問題を抱えていたブルース・マクラーレンに抜かれた直後にリタイアした。マクラーレンは最後まで走りきり、彼のマシン（マクラーレン・M7B）を走らせるプライベーターのビック・エルフォードをわずかに上回り4位でフィニッシュした。精彩を欠いたグラハム・ヒルは6位入賞が精一杯だった。唯一の非DFV搭載車となったフェラーリのクリス・エイモンは、エンジンのピストンが壊れてリタイアした。

### レース結果
| 順位    | No. | ドライバー                     | コンストラクター      | 周回数 | タイム/リタイア原因 | グリッド | ポイント |
| ------- | --- | ------------------------------ | --------------------- | ------ | ------------------- | -------- | -------- |
| 1       | 2   | ジャッキー・スチュワート       | マトラ-フォード       | 38     | 1:56:47.4           | 1        | 9        |
| 2       | 7   | ジャン＝ピエール・ベルトワーズ | マトラ-フォード       | 38     | +57.1               | 5        | 6        |
| 3       | 11  | ジャッキー・イクス             | ブラバム-フォード     | 38     | +57.3               | 4        | 4        |
| 4       | 5   | ブルース・マクラーレン         | マクラーレン-フォード | 37     | +1 Lap              | 7        | 3        |
| 5       | 10  | ビック・エルフォード           | マクラーレン-フォード | 37     | +1 Lap              | 10       | 2        |
| 6       | 1   | グラハム・ヒル                 | ロータス-フォード     | 37     | +1 Lap              | 8        | 1        |
| 7       | 12  | シルビオ・モーザー             | ブラバム-フォード     | 36     | +2 Laps             | 13       |          |
| 8       | 4   | デニス・ハルム                 | マクラーレン-フォード | 35     | +3 Laps             | 2        |          |
| 9       | 3   | ジョー・シフェール             | ロータス-フォード     | 34     | +4 Laps             | 9        |          |
| Ret     | 6   | クリス・エイモン               | フェラーリ            | 30     | エンジン            | 6        |          |
| Ret     | 15  | ヨッヘン・リント               | ロータス-フォード     | 22     | 体調不良            | 3        |          |
| Ret     | 9   | ピアス・カレッジ               | ブラバム-フォード     | 21     | シャシー            | 11       |          |
| Ret     | 14  | ジョン・マイルズ               | ロータス-フォード     | 1      | 燃料ポンプ          | 12       |          |
| ソース: |     |                                |                       |        |                     |          |          |

ファステストラップ
- ジャッキー・スチュワート - 3:02.7（27周目）

ラップリーダー
太字は最多ラップリーダー
- ジャッキー・スチュワート - 38周 (全周回)

## 第5戦終了時点のランキング
|         | 順位 | ドライバー                     | ポイント |
| ------- | ---- | ------------------------------ | -------- |
|         | 1    | ジャッキー・スチュワート       | 36       |
|         | 2    | グラハム・ヒル                 | 16       |
|         | 3    | ジョー・シフェール             | 13       |
| 1       | 4    | ブルース・マクラーレン         | 13       |
| 2       | 5    | ジャン＝ピエール・ベルトワーズ | 11       |
| ソース: |      |                                |          |

|         | 順位 | コンストラクター      | ポイント |
| ------- | ---- | --------------------- | -------- |
|         | 1    | マトラ-フォード       | 36       |
|         | 2    | ロータス-フォード     | 22       |
|         | 3    | マクラーレン-フォード | 18       |
|         | 4    | ブラバム-フォード     | 13       |
|         | 5    | フェラーリ            | 4        |
| ソース: |      |                       |          |

- 注:  トップ5のみ表示。前半6戦のうちベスト5戦及び後半5戦のうちベスト4戦がカウントされる。